# 1902 Shaposhnikov
Shaposhnikov (asteróide 1902) é um asteróide da cintura principal com um diâmetro de 96,86 quilómetros, a 3,0833217 UA. Possui uma excentricidade de 0,2236554 e um período orbital de 2 890,96 dias (7,92 anos).
Shaposhnikov tem uma velocidade orbital média de 14,94550527 km/s e uma inclinação de 12,49318º.
Esse asteróide foi descoberto em 18 de Abril de 1972 por Tamara Smirnova.